# 実習助手
実習助手（じっしゅうじょしゅ）とは、実験または実習について、教諭の職務を助ける（学校教育法第60条第4項）ことを職務とする学校職員のことである。実習助手は、高等教育を行う学校（大学など）における助手や助教とは性質が異なる。

## 概要
実習助手については、学校教育法の「第4章 高等学校」および「第4章の2 中等教育学校」に｢実習助手｣という学校職員の記述がある。これは、後期中等教育を行う高等学校や中等教育学校において、特に実習助手の配置に対する需要があると考えられて規定されているものであり、小学校や中学校などに実習助手を置くことも可能である。
学校職員で教諭及び実習助手をまとめて示す時、「教員」の語を使用する。教諭、実習助手をまとめて示す場合は「教職員」を使用するほうが望ましい(教職員と言う場合は、学校事務職員や学校用務員など全ての職員を指すことになる)。公立学校の場合、教育職として採用される。学校教育法9条に該当する者は実習助手にはなれない。

## 高等学校の実習助手
学校教育法においては「実習助手を置くことができる」とされており、法律上、実習助手の配置は任意である。しかし、文部科学省令である高等学校設置基準によれば、実習助手を置かなければならないとされている。
ただし、文部科学省初等中等教育局初等中等教育企画課は、実習助手について、学校教育法上、置くことができる職として規定されており、これらの職は、学校における指導体制等を勘案して置かれる職で、実験や実習等において教諭を補佐して行う指導など、指導上の必要に応じて相当数を置くものとしている。
実習助手には、教員免許状がなくてもなることが出来る。ただし、実習助手となる前から教員免許状を取得している者や講師登録者で臨時実習助手となる者も多い。学校によっては、実習助手にも進路指導や生徒指導など教諭・講師に対等な職務を担当させるところもあるため、実習助手が教員免許を取得することは指導の基礎を習得するために有意義と考えられる。
ただし、在職中などに免許取得を目指す事について、教諭採用を受けるまでの「踏み台」と解釈される場合がある。そのため、教員免許を持たない実習助手がこれを受けるべく大学の教職課程で学ぶことに、否定的な現場も存在する。

### 採用試験
教諭の採用候補者を選考する教員採用試験同様、実習助手にも採用試験が実施されている。試験の呼称は自治体ごとに異なる。なお、自治体によっては毎年実施されるとは限らず、実施される場合でも毎回同じ学科であるとは限らず、年度ごとに特定の学科のみ募集する形態が多い。また、自治体によっては長く募集しておらず採用試験も当分行っていないところもある。
募集は学科（普通・工業・農業など）単位で行われ、試験は教員採用試験と同じく「筆記試験」「面接試験」「小論文」が行われる。ただし、教員採用試験がおおむね期間をあけ複数日に分けて行われるのに対し、実習助手採用試験は1日で全て行われるところが少なくない。
試験合格者の扱いは、教諭の採用時と同様であり、採用されれば正規の職員とされる。正規の採用を受けていない場合でも、本人の希望（講師登録に同じ）と学校の要請により、臨時的任用で従事することができる。実習助手の場合、正規・臨時関係なく職名は等しく「実習助手」だが、臨時的任用を受けている場合においては待遇を明確にすべく、便宜上「臨時実習助手」と呼ばれる場合もある。
受験の条件として、募集学科ごとに年齢・学歴の制限があるが、教員免許状を必要としないことから、免許の有無によらず様々な受験者が挑戦する。ただし、既に教員免許状を受けている人の受験も多い。

### 専門学科・総合学科における実習助手
農業に関する学科をもつ課程では実習助手の数は「当該学科の数に2を乗じ、当該学科の生徒の収容定員が681人以上の課程については当該乗じて得た数に1を加え」て算定した数を合計した数と決められている。 （公立高等学校の適正配置及び教職員定数の標準等に関する法律第11条第2項）
また、国公立の高等学校において産業教育に従事する教員に対しては「産業教育手当」が支払われるが、その支給規則のなかで支給を受ける実習助手の職務について以下のように規定されている。
産業教育手当支給規則
第3条　産業教育手当の支給を受ける実習助手は、実習に伴う農業、水産、工業、電波又は商船に関する科目について教諭の職務を助けて行う次の各号に掲げる職務に従事する合計時間数が、その者の勤務時間数の2分の1以上のものとする。
1. 実習の指導並びにこれに直接必要な準備および整理
2. 実習の指導計画の作成及び実習成績の評価

### 普通科、商業科における実習助手
高等学校の普通科や商業科においても実習助手が置かれているが、産業教育に関わる学科の場合と異なり「産業教育手当」は支払われない。定数は、3学年合わせた学級数が25以上の学校では2名、24以下の学校では1名となっている。また学校ごとの裁量に応じて職務範囲が決められる。主な職務範囲は次のとおり。
- 理科実験の補助
- 家庭科実習の補助
- 学校図書館業務の補助（学校図書館における（特に図書館資料に関する）専門的職員である学校司書）
- その他実習を伴う科目の補助
- 進路指導の補助

ただし、実験・実習に限定せず「教諭の職務を助ける」という部分が拡大解釈され、上記いずれかの職務を軸としつつ、それに加えて主任・主事に着かないことを除いて、教諭と同等な校務分掌・部活動（主顧問となる場合もある）などの職務を任されているのが現状である。そのため、教員免許を所有しない実習助手であれば、教員としての基礎知識を持たない状態で生徒指導や進路指導の対応を求められることがある。あるいは、総合的な学習の時間を教諭・講師らと対等に担当する場合もある。そのことが、教員免許状を必要としない実習助手が教員免許状取得を意識する動機となる場合が少なくない。
なお、実習助手の多くは幅広い職務範囲が任されるが（上記に挙げた全てを任される場合もある）、逆に進路指導など教科以外の特定業務の専任とされる場合もある。普通科における実習助手の職務範囲は学校ごとの差異が大きく、専門学科ほどの専門性を発揮する機会が少ない場合が多い。

### 免許取得・任用替え
産業教育に従事する「実習助手」として採用後、経験年数に応じて大学等で所定の単位を履修することにより、実習科目に関する教育職員普通免許状（看護実習、情報実習、農業実習、工業実習、商業実習、水産実習、福祉実習、商船実習）を取得することができる。以下は、任命権者により処遇が大きく異なるが、免許取得後に経験年数・年齢・給与号俸の条件を満たすことで、「実習教諭」や「実習担任教諭」に任用替えとなり、給与表が教育職1級（実習助手・常勤講師）から2級（教諭）に変更される（「教諭」と同等の給与水準となる、いわゆる「2級ワタリ」）。また、普通教科を担当する「実習助手」や免許を取得していない「実習助手」についても、経験年数・勤務成績により「主任実習助手」や「指導実習助手」に任用替えとなる。ただし普通教科に関する科目では、前述の実習免許は設定されておらず、免許取得を目指す場合は教諭と同じ免許を受ける。

### 各自治体での事例・現状
前述のとおり実習助手の職務内容が曖昧なため、学校設置者（各都道府県市町村）や学校によって扱いが異なることがある。

#### 埼玉県
※但し書きがない場合は県立学校における取り扱いである。
教科ごとに名簿搭載され採用される。教科によっては更に細かく分かれる（工業機械・工業電気・商業一般・情報処理等）。年度によって募集教科は異なる。条件付採用期間は六月である。対外的な肩書は「実習教員」という呼称を使ってよいことになっているが、法令に基づく公文書等での職名は「実習助手」でなければならない。なお本文での記載は職名の「実習助手」とする。
主な職務内容は以下のとおりである。
- 実験、実習における教諭の補助
  - 原則名簿搭載の教科だが、学校の実情に合わせて他教科の指導補助を行う場合もある（情報処理実習助手が教科情報の指導補助を行う等）。
- 実験室、実習室の施設物品の維持管理
- 校務分掌（教務・進路・渉外等）

次のものは学校の実情によって、実習助手が行うことがある職務内容である。
- 清掃活動等の諸活動の指導補助
- 施設や備品の管理責任者（防火責任者等）
- 部活動等の顧問
  - ただし、生徒を引率する場合には責任教諭がいなければならない（単独での引率はできない）。

身分上の扱いは以下のとおりである。
- 県立高校では教育職であり、直属の上司は教頭になる。市立高校などでは行政職の扱いとなることもある。
- 県立高校での俸給は教育職1級を給される。また、採用年数と審査等によって、主任実習助手に任用替えとなり俸給は教育職2級を給される。教育職員免許状所有等の条件を満たし試験に合格すれば、実習教諭となり俸給は教育職2級を給され、身分上の教員として扱われることもある。
- 職務専念義務免除等の動静の取り扱いは教員と同等に扱われる（校外研修も認められる）。

## 特別支援学校での実習助手
特別支援学校における実習助手は、高等部へ配置されるものについては、高等学校設置基準にて高等学校に配置すべきとされる「実習助手」の位置づけに準じるが、これとは別に、幼稚部・小学部・中学部への配置は可能である。
ただし、自治体によってやや解釈が異なるが、原則としては教諭や常勤講師の補助的業務を行うことが主たる業務とされるため、高等部に配置されるものを含めて会計年度任用職員（平成31年度以前は非常勤嘱託）という位置づけとなっている（すなわち、非正規ということになるが、無論正規任用の実習助手を置く場合がある）。